# Bahnhof Nishi-Nakagane
Der Bahnhof Nishi-Nakagane (jap. 西中金駅, Nishi-Nakagane-eki) ist ein ehemaliger Bahnhof auf der japanischen Insel Honshū. Er befand sich in der Präfektur Aichi auf dem Gebiet der Stadt Toyota östlich von Nagoya und war von 1928 bis 2004 in Betrieb.

## Anlage
Nishi-Nakagane war die nördliche Endstation der von Hekinan nach Toyota führenden Meitetsu Mikawa-Linie, die seit 2004 nur noch bis Sanage führt. Der Bahnhof liegt im Yasaku-Tal an der Nationalstraße 420 und erschloss den Ort Nakaganechō. Die Anlage umfasste ein Gleis mit einem Seitenbahnsteig, an dem sich das aus Holz errichtete Empfangsgebäude befindet. Das Gebäude und der Bahnsteig stehen seit 2007 als eingetragenes materielles Kulturgut unter Denkmalschutz.

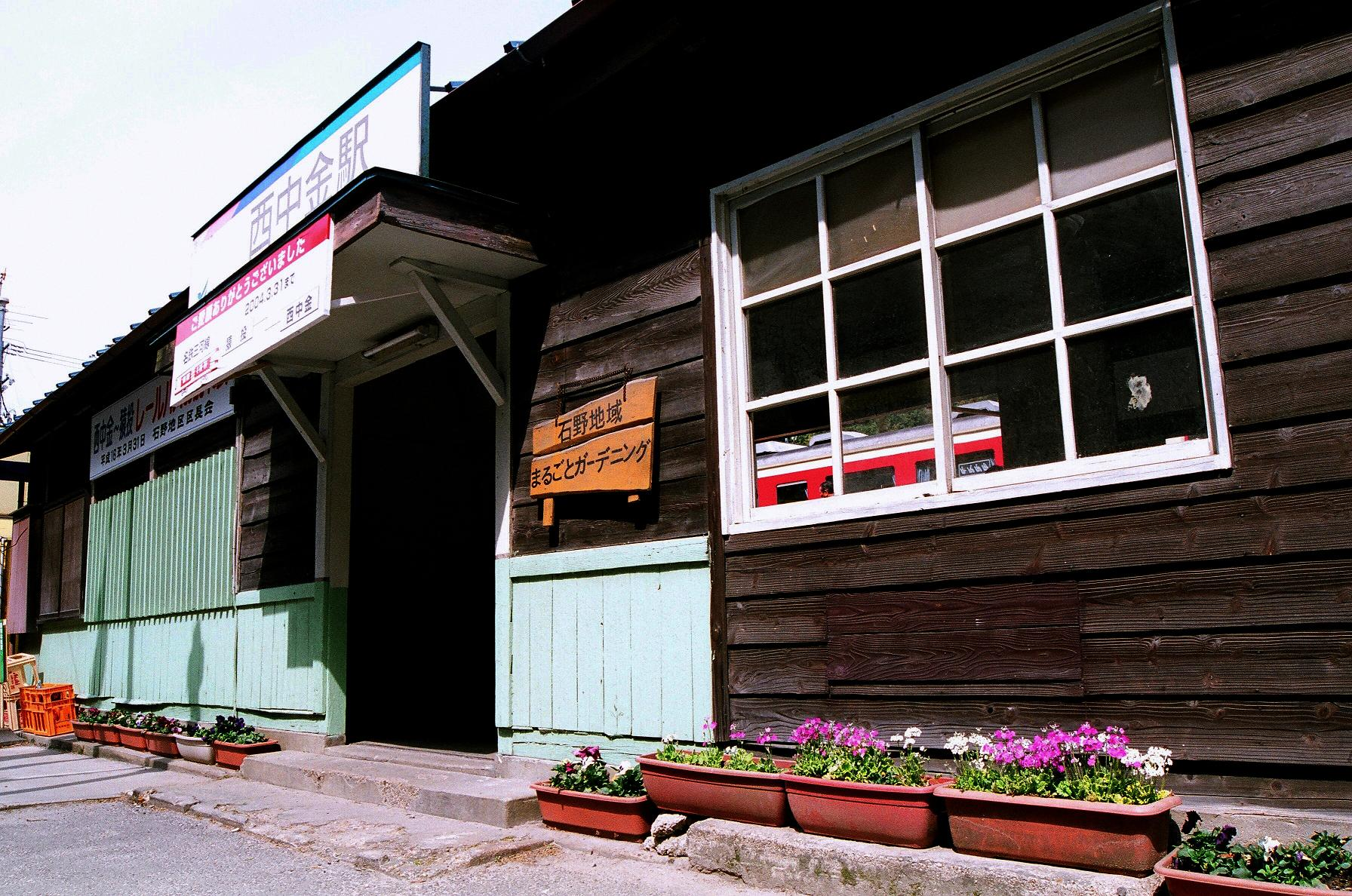
Eingang zum Bahnhofsgebäude (2004)

## Geschichte
Die Eröffnung des Bahnhofs erfolgte am 22. Januar 1928, als die Bahngesellschaft Mikawa Tetsudō die Strecke von Mikawa Hirose bis hierher verlängerte. Obwohl unmittelbar darauf die Arbeiten an der Verlängerung nach Asuke aufgenommen wurden, konnte dieser Abschnitt wegen der Auswirkungen der Weltwirtschaftskrise, der schlechten finanziellen Lage des Unternehmens und des Pazifikkriegs nie vollendet werden. 1941 ging der Bahnhof in den Besitz der Meitetsu über. Die Baugenehmigung für die Strecke nach Asuke erlosch 1958 und am 1. April 1963 stellte die Meitetsu den Güterumschlag ein.
Die Mikawa-Linie führte nördlich von Sanage durch eine dünn besiedelte ländliche Region und war deshalb stark defizitär. Als Sparmaßnahme begann die Meitetsu am 14. März 1985 auf diesem Teilstück Einzel-Dieseltriebwagen im Einmannbetrieb einzusetzen und entfernte anschließend die Oberleitung. Darüber hinaus war der Bahnhof nicht mehr mit Personal besetzt. Die anhaltende Landflucht hatte zur Folge, dass der Bahnbetrieb nördlich von Sanage weiterhin verlustbringend war und in hohem Maße quersubventioniert werden mussten. Nachdem die Meitetsu-Geschäftsführung im März 2000 die bevorstehende Stilllegung des Abschnitts angekündigt hatte, erfolgte diese schließlich am 1. April 2004. Einige Jahre später ließ die Stadtverwaltung von Toyota den ehemaligen Wartesaal renovieren; seit November 2015 betreibt ein lokaler Verein darin ein Café.